# Přemysl Sobotka
Pour les articles homonymes, voir Sobotka.
Přemysl Sobotka est un homme politique tchèque né le 18 mai 1944 à Mladá Boleslav. Il a grandi à Liberec où sa famille s'est installée après l'expulsion des Allemands des Sudètes.

## Biographie
Diplômé en médecine de l'université Charles de Prague, Přemysl Sobotka a notamment dirigé le département de radiologie de l'hôpital de Liberec.
Membre du Forum civique après la Révolution de velours, Sobotka adhère au parti démocratique civique (droite libérale) en 1991 et dirige l'organisation du parti à Liberec. Il est élu au Sénat en 1996, avant d'être réélu en 1998 et 2004. Le 15 décembre 2004, il est élu Président du Sénat, ce qui en fait le deuxième personnage de l'État après le Président de la République.